# Virgo, tauro y capricornio
Virgo, tauro y capricornio es una película italiana dirigida por Luciano Martino, estrenada en 1977.

## Argumento
Un arquitecto romano (Alberto Lionello), traiciona a la mujer indomable (Edwige Fenech), hace todo lo posible para evitar ser descubierto por ella. Pero cuando esto sucede, la mujer se venga de marido infiel con un joven estudiante de arquitectura (Ray Lovelock).